# Gretchen the Greenhorn
Gretchen the Greenhorn er en amerikansk stumfilm fra 1916 af Chester M. Franklin og Sidney A. Franklin.

## Medvirkende
- Dorothy Gish som Gretchen Van Houck.
- Ralph Lewis som Jan Van Houck.
- Eugene Pallette som Rodgers.
- Elmo Lincoln.
- Frank Bennett som Pietro.